# Silnice I/23
Die Silnice I/23 (tschechisch für: „Straße I. Klasse 23“) ist eine tschechische Staatsstraße (Straße I. Klasse).

## Verlauf

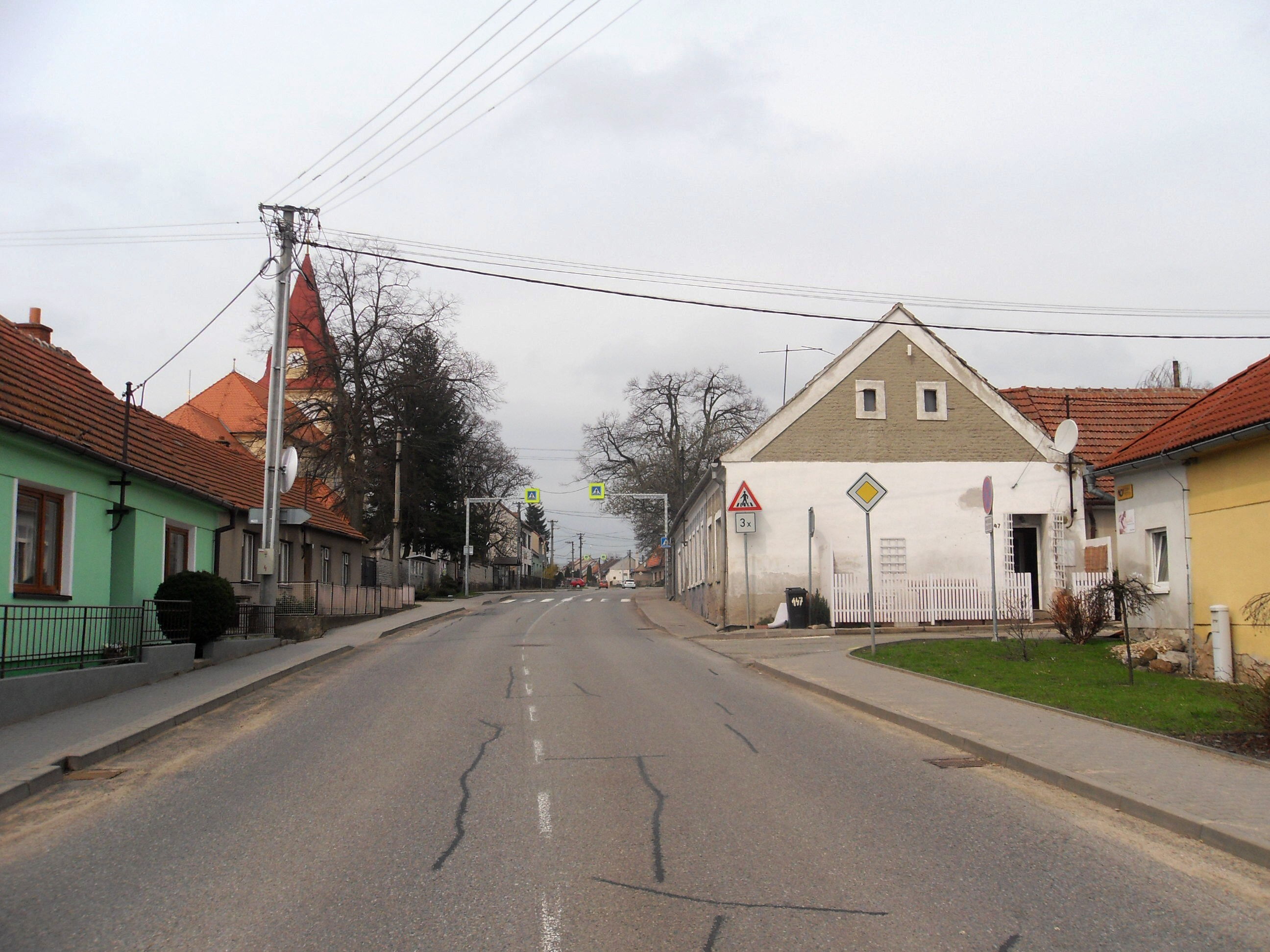
Die Straße in Vysoké Popovice

Die Straße zweigt bei Dráchov südlich von Soběslav (Sobieslau) an der Anschlussstelle (exit) 100 von der Autobahn Dálnice 3 (Europastraße 55) nach Südosten ab, führt über Kardašova Řečice (Kardasch Retschitz) nach Jindřichův Hradec (Neuhaus), wo die Silnice I/34 auf sie trifft, von dort mit dieser weiter bis Jarošov nad Nežárkou (Jareschau), wo sich die Silnice I/34 wieder von ihr trennt, und weiter über Strmilov  (Tremles) und Telč (Teltsch) zur Kreuzung mit der Silnice I/38 (Europastraße 59). Von hier verläuft sie über Třebíč (Trebitsch), Náměšť nad Oslavou (Namiest) und Rosice u Brna (Rossitz) zur Autobahn Dálnice 1 (Europastraße 50), die bei der Anschlussstelle (exit) 182 erreicht wird. Die Silnice I/23 beginnt wieder an der Anschlussstelle (exit) 190 der Dálnice 1; sie führt von dort zugleich als Europastraße 461 zum Brünner Stadtring (brněnský městský okruh), der Silnice I/42, an dem sie endet.
Die Länge der Straße beträgt gut 145 Kilometer.

## Geschichte
Von 1940 bis 1945 bildete die Straße östlich von Jindřichův Hradec (Neuhaus) einen Teil der Reichsstraße 371 und westlich einen Teil der Reichsstraße 342.